# Telefónica TV Digital
Telefónica TV Digital fue una operadora de televisión por suscripción vía satélite. Su transmisión digital era hecha por el sistema DTH (Direct to Home) por banda Ku, y su recepción se daba a través de una mini-antena parabólica y de un decodificador digital. Comenzó a operar en Chile y Perú el 14 de junio de 2006, luego en Colombia el 12 de febrero de 2007 y después en Brasil el 2 de julio del mismo año.
A mediados de junio de 2007 fue lanzada la versión IPTV de Telefónica TV Digital Imagenio de Telefónica, denominado igual que en España. Este servicio era ofrecido sólo para el sector oriente de Santiago de Chile como un agregado a Telefónica TV Digital (Satelital) y ofrecía, además, el servicio VOD (Video On Demand), disponible con un grabador de vídeo digital, denominado PVR. Desde septiembre de 2007 se ofreció el servicio PVR de forma adicional, a los actuales clientes, permitiendo interactividad a su programación.
Por la unificación de los productos Telefónica con Movistar y Vivo, desde el día 26 de octubre de 2009, Telefónica TV Digital se llama Movistar TV (en Chile, Colombia, Perú y Venezuela) y Vivo TV (en Brasil), así como todos los servicios que llevaban el nombre de la marca Telefónica (Telefónica Chile (en Chile), Telefónica Telecom (en Colombia), Cable Mágico (en Perú) y TVA, Fibra TV, Fibra Banda Ancha (en Brasil)) pasaron a tener el nombre de Movistar (en Chile, Colombia y Perú) y Vivo (en Brasil).
- Datos: Q62026516